# Magi-Cu
Magi-Cu (マジキュー?, Majikyū) era una rivista giapponese pubblicata dalla  Enterbrain, con cadenza mensile, ogni 25 del mese. Il nome derivava da Magical Cute. Fu pubblicata per la prima volta il 27 aprile 2001, con il titolo Magi-Cu Premium, che mantenne per tre anni, per poi nel 2004 modificarlo in Magi-Cu. A giugno 2007, Magi-Cu pubblica la sua ultima uscita.

## Contenuti della rivista

### Tratti da videogiochi
- Bottle Fairy
- Duel Dolls
- Full Throttle Halation!: Hoshi ni Negai wo
- Heart Mark!
- Koromo Yūgi
- Lovely Idol
- Neko no Sakaue
- Otsukai Blade: Kuro Kishi Monogatari
- Rune Princess
- Town Memory
- Tsungri! Hontō wa Tsundere na Grimm Dōwa
- World's end

### Manga
- 5 Kai Bishōjo Kaden Uriba de Gozaimasu
- Bad! Daddy
- Food Girls
- Magi Kyūdō
- Kirin Chō Bōei Gumi
- Otome wa Boku ni Koishiteru
- Petopeto-san
- Sukusuku Suisui
- Urekko Dōbutsu
- Yoshinaga-san Chi no Gargoyle

### Light novel
- Chōmai Taisen Sismagedon
- Magicians Academy